# Бумбета (Румунія)
Бумбета (рум. Bumbăta) — село у повіті Васлуй в Румунії. Входить до складу комуни Ветришоая.
Село розташоване на відстані 281 км на північний схід від Бухареста, 41 км на південний схід від Васлуя, 88 км на південний схід від Ясс, 118 км на північ від Галаца.

## Населення
За даними перепису населення 2002 року у селі проживали 215 осіб, усі — румуни. Усі жителі села рідною мовою назвали румунську.